# Oxfordiense
| Era Eratema | Periodo Sistema | Época Serie         | Edad Piso                      | Inicio, en millones de años |
| ----------- | --------------- | ------------------- | ------------------------------ | --------------------------- |
| Mesozoico   | Cretácico       | Cretácico           | Cretácico                      | 143,1                       |
| Mesozoico   | Jurásico        | Superior / Tardío   | Titoniense Titoniano           | 149,2±0,7                   |
| Mesozoico   | Jurásico        | Superior / Tardío   | Kimmeridgiense Kimmeridgiano   | 154,8±0,8                   |
| Mesozoico   | Jurásico        | Superior / Tardío   | Oxfordiense Oxfordiano         | 161,5±1,0                   |
| Mesozoico   | Jurásico        | Medio               | Calloviense Calloviano         | 165,3±1,1                   |
| Mesozoico   | Jurásico        | Medio               | Bathoniense Bathoniano         | 168,2±1,2                   |
| Mesozoico   | Jurásico        | Medio               | Bajociense Bajociano           | 170,9±0,8                   |
| Mesozoico   | Jurásico        | Medio               | Aaleniense Aaleniano           | 174,7±0,8                   |
| Mesozoico   | Jurásico        | Inferior / Temprano | Toarciense Toarciano           | 184,2±0,3                   |
| Mesozoico   | Jurásico        | Inferior / Temprano | Pliensbachiense Pliensbachiano | 192,9±0,3                   |
| Mesozoico   | Jurásico        | Inferior / Temprano | Sinemuriense Sinemuriano       | 199,3±0,3                   |
| Mesozoico   | Jurásico        | Inferior / Temprano | Hettangiense Hettangiano       | 201,4±0,2                   |
| Mesozoico   | Triásico        | Triásico            | Triásico                       | 251,902±0,024               |

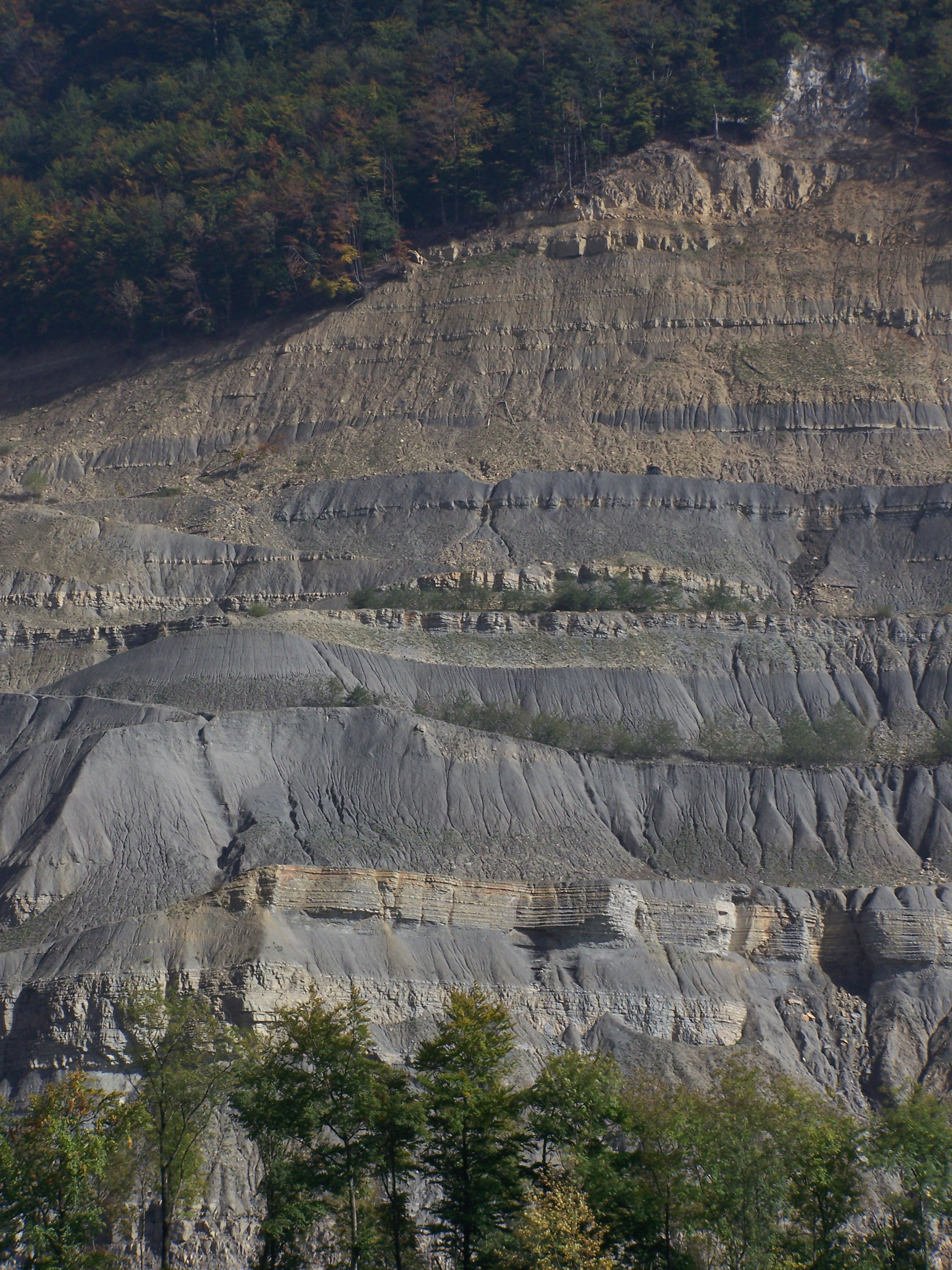
Alternancia de estratos de caliza (color claro y más competentes) y margas/arcillas del Oxfordiense en Péry-Reuchenette, cerca de Tavannes (macizo del Jura, Suiza).

El Oxfordiense u Oxfordiano es el primer piso y edad del Jurásico Superior/Tardío, en la escala temporal geológica. Sucede al Calloviense (último piso del Jurásico Medio) y precede al Kimmeridgiense. Se inició hace unos 161,5 millones de años y terminó hace unos 154,8 millones de años.
El Oxfordiense se introdujo en la literatura científica por el paleontólogo francés Alcide d'Orbigny en 1842. Recibe su nombre de la localidad de Oxford (Reino Unido).

## Sección estratotipo y punto de límite global  (GSSP)
La sección estratotipo y punto de límite global (GSSP) para la base del Oxfordiense está pendiente de definir por la Comisión Internacional de Estratigrafía. El marcador provisional de la base del piso es el horizonte de amonites Cardioceras redcliffense, en la base de la subzona Cardioceras scarburgense de la zona Quenstedtoceras mariae.
El techo del Oxfordiense se define por el GSSP de la base del Kimmeridgiense, que se caracteriza por la base de la zona Baylei de amonites boreales, la base de la subzona Densicostata, marcada por la base del horizonte flodigarriensis y la base de la zona Bauhini de amonites boreales.

## Fauna del Oxfordiense

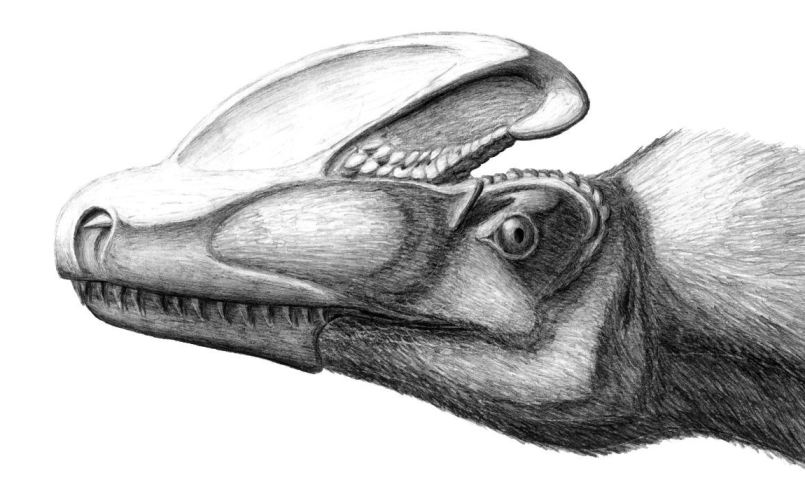
Perfil de la cabeaza de un Guanlong.
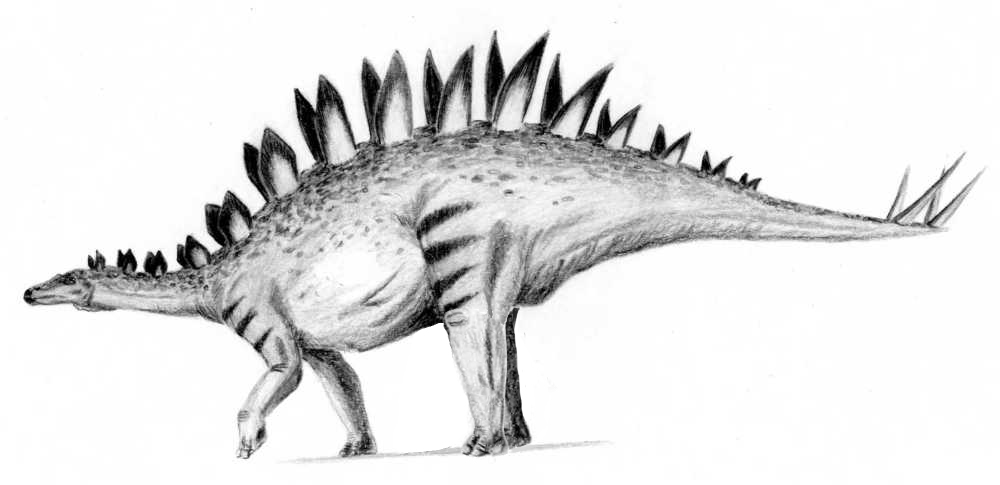
Tuojiangosaurus.
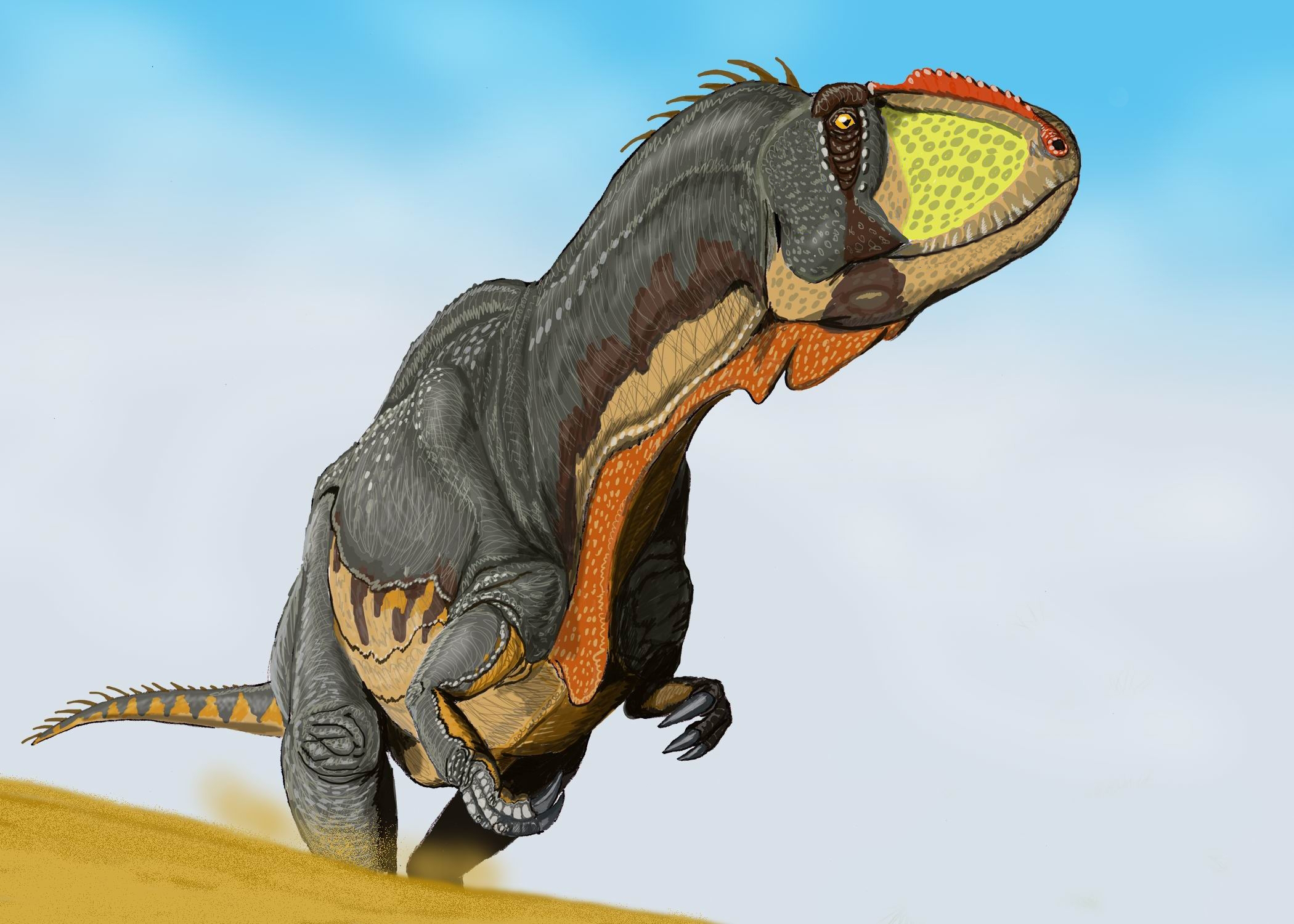
Yangchuanosaurus